# 1014 Semphyra
1014 Semphyra là một tiểu hành tinh vành đai chính. Nó được phát hiện bởi Karl Wilhelm Reinmuth ngày 29 tháng 1 năm 1924. Tên ban đầu của nó là 1924 PW. Nó được đặt theo tên nhân vật trong thơ của Aleksandr Sergeyevich Pushkin.